# Norwegian Gem (schip, 2007)
De Norwegian Gem is een cruiseschip van Norwegian Cruise Line. Het is het laatste schip van Jewel-klasse. Door aanpassingen is het tonnage van het schip iets groter en kunnen er meer passagiers aan boord genomen worden. Net zoals de Norwegian Pearl heeft het schip een bowlingbaan. Behalve de twee hoofdrestaurants zijn er op de Gem nog acht andere eetgelegenheden en dertien bars. Er zijn drie zwembaden op het schip.